# Castello di Augusta
Das Castello di Augusta oder Castello Svevo ist ein Kastell in der sizilianischen Stadt Augusta im Freien Gemeindekonsortium Syrakus. Das Kastell liegt, wie die restliche historische Altstadt, auf einer über eine Brücke erreichbaren Insel vor der modernen Stadt Augusta.
Das Kastell in seiner heutigen Form wurde im Auftrag von Kaiser Friedrich II. 1232 auf den Fundamenten einer älteren Befestigung erbaut. Die Bauleitung hatte der Praepositus Aedificiorum Riccardo da Lentini.
Das Kastell ist von ungefähr quadratischem Grundriss (mit rechteckigem Innenhof). Die Außenmauern haben eine Länge von jeweils rund 60 m. An jeder Ecke steht ein viereckiger Turm. In der Mitte der südlichen Mauerfront (neben dem Haupteingang) steht ein fünfeckiger Turm, an der West- und Ostseite sind die Türme in der Mitte der Außenmauer von rechteckigem Grundriss. Ausgrabungen der lokalen Denkmalbehörde haben ergeben, dass der fünfeckige Turm ursprünglich achteckig war, und damit an die Oktogonalität von Castel del Monte erinnert. Ebenso legt diese Turmform auch einen Bezug zu den achteckigen Außentürmen des friderizianischen Kastells von Cosenza in Kalabrien nahe. Baugeschichtliche Details lassen eine Ableitung der innenarchitektonischen Gestaltung aus zisterziensischem Formengut zu, speziell aus der des für die Süd-Filiation wichtigen Klosters Clairvaux („Kastenrippen“ etc.).
Generell wurde die Bauform (wie häufig in der Architektur im Umfeld Friedrichs II.) an die Form eines römischen castrums angelehnt. Im Laufe der Zeit wurde die Burg öfter umgebaut und dabei vor allem in Inneren baulich stark verändert. Sie diente militärischen und zivilen Zwecken (Zollwarenlager). In der Zeit der spanischen Herrschaft in Süditalien (Herrscherhaus Bourbon-Sizilien) wurde die zweite Mauer um die Burg errichtet.
Von 1890 bis 1979 war im Kastell ein Gefängnis untergebracht. Nach längerem Leerstand und Verfall wurde es in den 1990er Jahren restauriert.